# Telemark-Weltmeisterschaft 2007
Die Telemark-Weltmeisterschaft 2007 des Ski-Weltverbandes FIS fand vom 21. bis 24. März 2007 in Thyon in der Schweiz statt.

## Teilnehmer
| Europa (12 Länder)                                                     | Europa (12 Länder)                                                               |
| ---------------------------------------------------------------------- | -------------------------------------------------------------------------------- |
| - Dänemark - Deutschland - Frankreich - Finnland - Kroatien - Norwegen | - Slowenien - Schweden - Schweiz - Spanien - Tschechien - Vereinigtes Königreich |
| Amerika (2 Länder)                                                     |                                                                                  |
| - Kanada                                                               | - Vereinigte Staaten                                                             |
| Asien (1 Land)                                                         |                                                                                  |
| - Japan                                                                |                                                                                  |

## Medaillenspiegel

### Nationen
| Platz | Land        | Gold | Silber | Bronze | Gesamt |
| ----- | ----------- | ---- | ------ | ------ | ------ |
| 1     | Norwegen    | 5    | 4      | 1      | 10     |
| 2     | Schweiz     | 1    | 2      | 1      | 4      |
| 3     | Deutschland | –    | –      | 2      | 2      |
| 4     | Frankreich  | –    | –      | 1      | 1      |
| 4     | Schweden    | –    | –      | 1      | 1      |

### Sportler
| Platz | Sportler(in)    | Land | Gold | Silber | Bronze | Gesamt |
| ----- | --------------- | ---- | ---- | ------ | ------ | ------ |
| 1     | Eirik Rykhus    | NOR  | 3    | -      | -      | 3      |
| 2     | Amélie Reymond  | SUI  | 1    | 2      | -      | 3      |
| 3     | Katinka Knudsen | NOR  | 1    | 1      | 1      | 3      |
| 4     | Sigrid Rykhus   | NOR  | 1    | -      | -      | 1      |
| 5     | Børge Søvik     | NOR  | -    | 3      | -      | 3      |
| 6     | Astrid Sturm    | GER  | -    | -      | 2      | 2      |
| 7     | Per Bylund      | SWE  | -    | -      | 1      | 1      |
| 7     | Adriano Iseppi  | SUI  | -    | -      | 1      | 1      |
| 7     | Philippe Lau    | FRA  | -    | -      | 1      | 1      |

## Herren

### Sprint Classic
| Platz | Name                  | Zeit 1.     | Zeit 2.     | Gesamt        |
| ----- | --------------------- | ----------- | ----------- | ------------- |
| 01    | Eirik Rykhus          | 1:07,28 min | 1:10,57 min | 2:17,85 min   |
| 02    | Børge Søvik           | 1:07,98 min | 1:10,97 min | 2:18,95 min   |
| 03    | Philippe Lau          | 1:09,52 min | 1:11,87 min | 2:21,39 min   |
| 04    | Mattias Wagenius      | 1:09,90 min | 1:12,14 min | 2:22,04 min   |
| 05    | Christoph Geiser      | 1:10,10 min | 1:13,42 min | 2:23,52 min   |
| 06    | Bastien Dayer         | 1:09,68 min | 1:14,01 min | 2:23,9^69 min |
| 07    | Sebastian Ingebretsen | 1:12,14 min | 1:14,83 min | 2:26,97 min   |
| 08    | Antoine Bouvier       | 1:11,98 min | 1:15,47 min | 2:27,45 min   |
| 09    | Drew Hauser           | 1:12,36 min | 1:16,37 min | 2:28,73 min   |
| 10    | Mathieu Brunau        | 1:10,84 min | 1:18,26 min | 2:29,10 min   |

### Riesenslalom
| Platz | Name             | Zeit 1. | Zeit 2. | Gesamt      |
| ----- | ---------------- | ------- | ------- | ----------- |
| 01    | Eirik Rykhus     |         |         | 2:02,12 min |
| 02    | Børge Søvik      |         |         | 2:02,54 min |
| 03    | Per Bylund       |         |         | 2:05,37 min |
| 04    | Per Lindstrøm    |         |         | 2:05,51 min |
| 05    | Jérémie Borrel   |         |         | 2:05,90 min |
| 06    | Mattias Wagenius |         |         | 2:06,05 min |
| 07    | Chris Lau        |         |         | 2:06,80 min |
| 08    | David Primožič   |         |         | 2:07,25 min |
| 09    | Christoph Geiser |         |         | 2:07,56 min |
| 10    | Tony Burn        |         |         | 2:07,81 min |

### Classic
| Platz | Name              | Zeit        |
| ----- | ----------------- | ----------- |
| 01    | Eirik Rykhus      | 2:27,16 min |
| 02    | Børge Søvik       | 2:29,73 min |
| 03    | Adriano Iseppi    | 2:32,05 min |
| 04    | Mattias Wagenius  | 2:33,31 min |
| 05    | Alexander Aavik   | 2:35,84 min |
| 06    | Tony Burn         | 2:36,17 min |
| 07    | Albin Tissot      | 2:37,64 min |
| 08    | Bastien Dayer     | 2:37,98 min |
| 09    | Troels Tor Larsen | 2:40,10 min |
| 10    | Sepp Brunner      | 2:40,46 min |

## Damen

### Sprint Classic
| Platz | Name                 | Zeit 1.     | Zeit 2.         | Gesamt      |
| ----- | -------------------- | ----------- | --------------- | ----------- |
| 01    | Sigrid Rykhus        | 1:13,85 min | 1:20,09 min     | 2:33,99 min |
| 02    | Amélie Reymond       | 1:15,55 min | 1:19,00 min min | 2:34,55 min |
| 03    | Katinka Knudsen      | 1:15,77 min | 1:19,17 min     | 2:34,94 min |
| 04    | Victoria Fletscher   | 1:16,64 min | 1:20,90 min     | 2:37,54 min |
| 05    | Monica Rieder        | 1:16,33 min | 1:21,29 min     | 2:37,62 min |
| 06    | Astrid Sturm         | 1:15,18 min | 1:22,51 min     | 2:37,69 min |
| 07    | Corinne Rohrer       | 1:18,29 min | 1:25,64 min     | 2:43,93 min |
| 08    | Maren Haugstuen      | 1:20,97 min | 1:26,86 min     | 2:47,83 min |
| 09    | Mille Aas Sandnes    | 1:21,86 min | 1:26,04 min     | 2:47,90 min |
| 10    | Melodie David Métral | 1:22,22 min | 1:28,87 min     | 2:51,09 min |

### Riesenslalom
| Platz | Name                 | Zeit 1. | Zeit 2. | Gesamt      |
| ----- | -------------------- | ------- | ------- | ----------- |
| 01    | Katinka Knudsen      |         |         | 2:14,46 min |
| 02    | Amélie Reymond       |         |         | 2:14,94 min |
| 03    | Astrid Sturm         |         |         | 2:16,70 min |
| 04    | Sigrid Rykhus        |         |         | 2:16,79 min |
| 05    | Monika Rieder        |         |         | 2:18,86 min |
| 06    | Corinne Rohrer       |         |         | 2:20,32 min |
| 07    | Victoria Fletscher   |         |         | 2:20,36 min |
| 08    | Sandra Haelldahl     |         |         | 2:22,80 min |
| 09    | Mille Aas Sandnes    |         |         | 2:28,74 min |
| 10    | Kelsey Schmid-Sommer |         |         | 2:29,54 min |

### Classic
| Platz | Name                 | Zeit        |
| ----- | -------------------- | ----------- |
| 01    | Amélie Reymond       | 2:24,95 min |
| 02    | Katinka Knudsen      | 2:28,71 min |
| 03    | Astrid Sturm         | 2:29,40 min |
| 04    | Monika Rieder        | 2:33,97 min |
| 05    | Victoria Fletscher   | 2:36,33 min |
| 06    | Kelsey Schmid-Sommer | 2:39,04 min |
| 07    | Corinne Rohrer       | 2:39,09 min |
| 08    | Sandra Haelldahl     | 2:39,19 min |
| 09    | Mille Aas Sandnes    | 2:39,92 min |
| 10    | Ingrid Hellberg      | 2:41,44 min |